# Delosperma cooperi
Delosperma cooperi là một loài thực vật có hoa trong họ Phiên hạnh. Loài này được (Hook.f.) L.Bolus mô tả khoa học đầu tiên năm 1927.

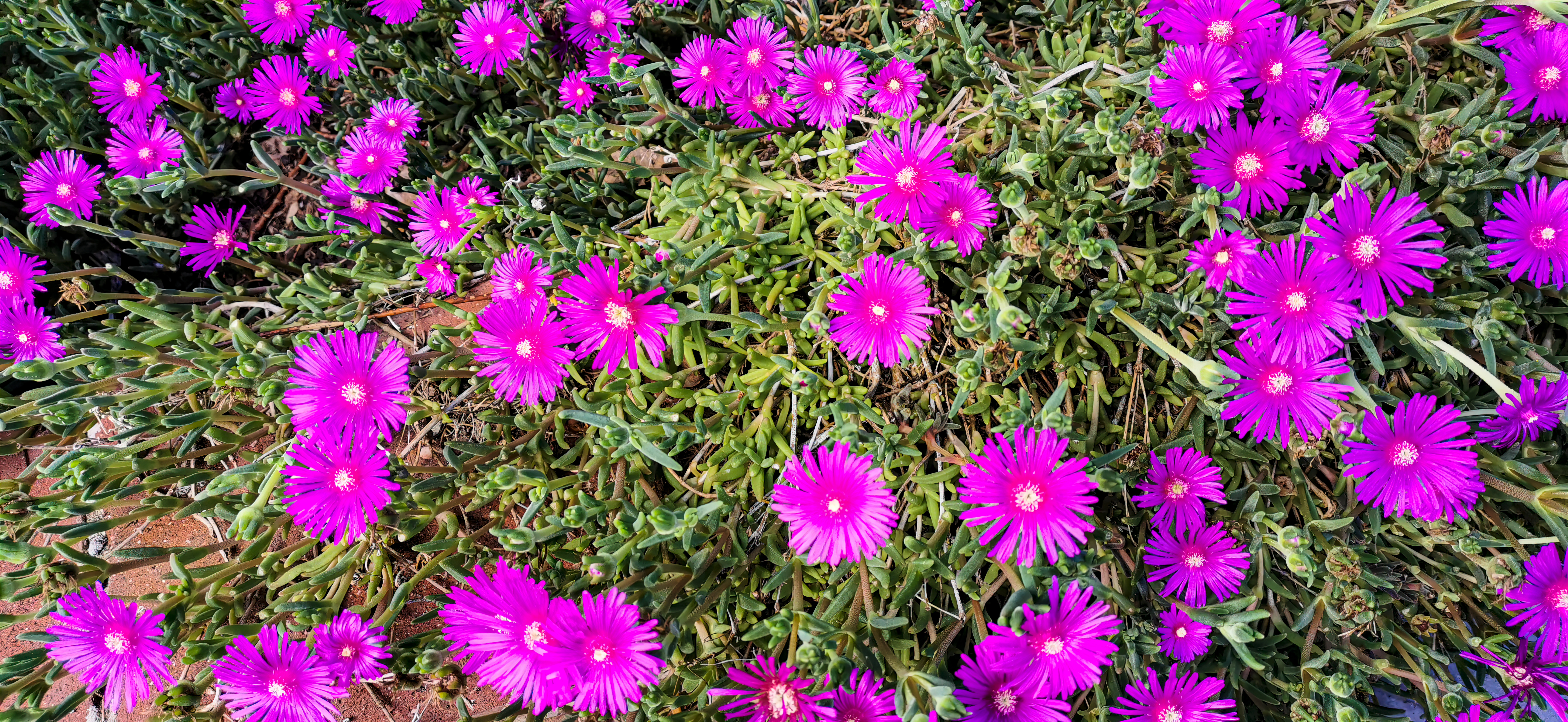
Thói quen thực vật
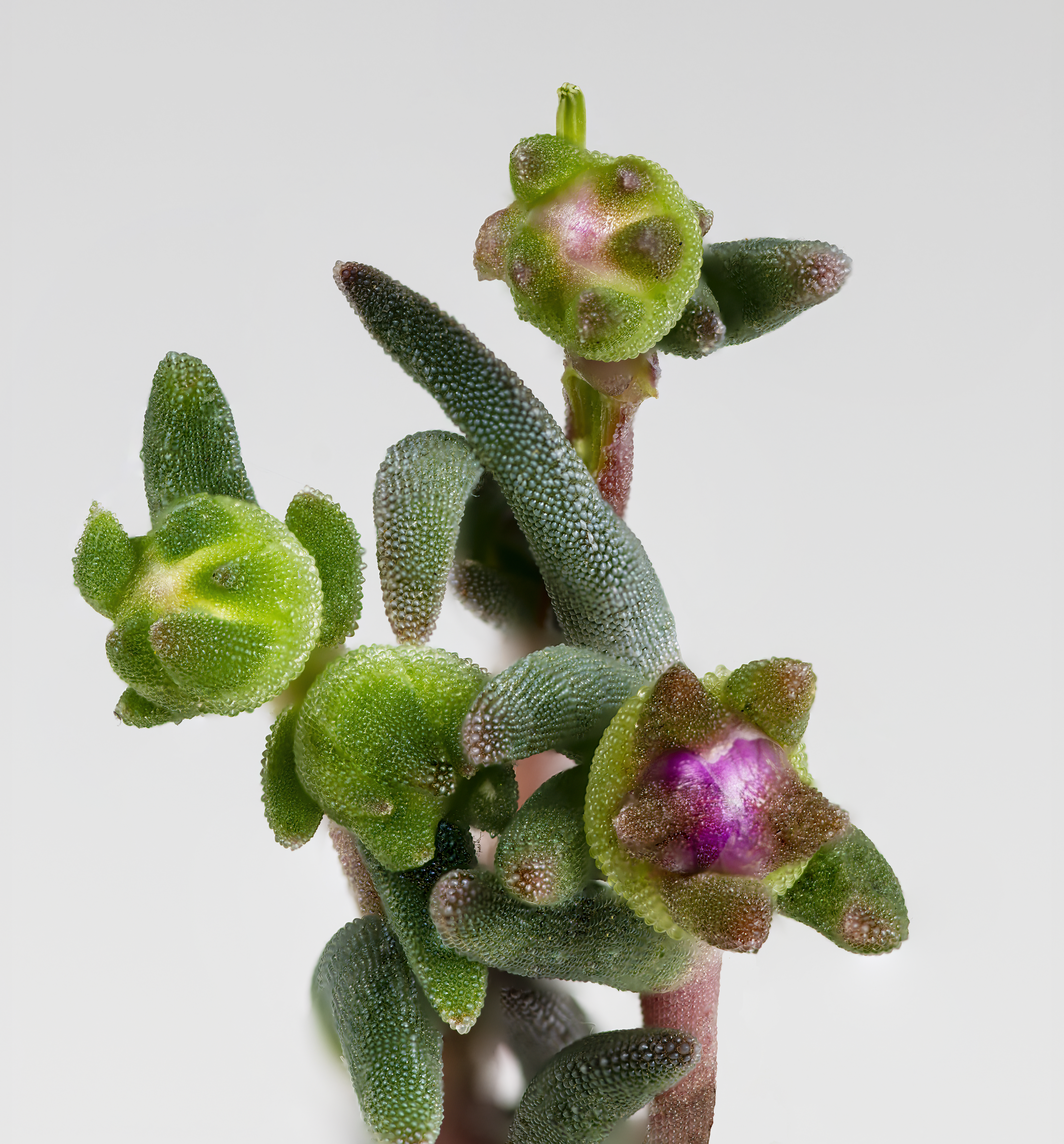
Nụ hoa
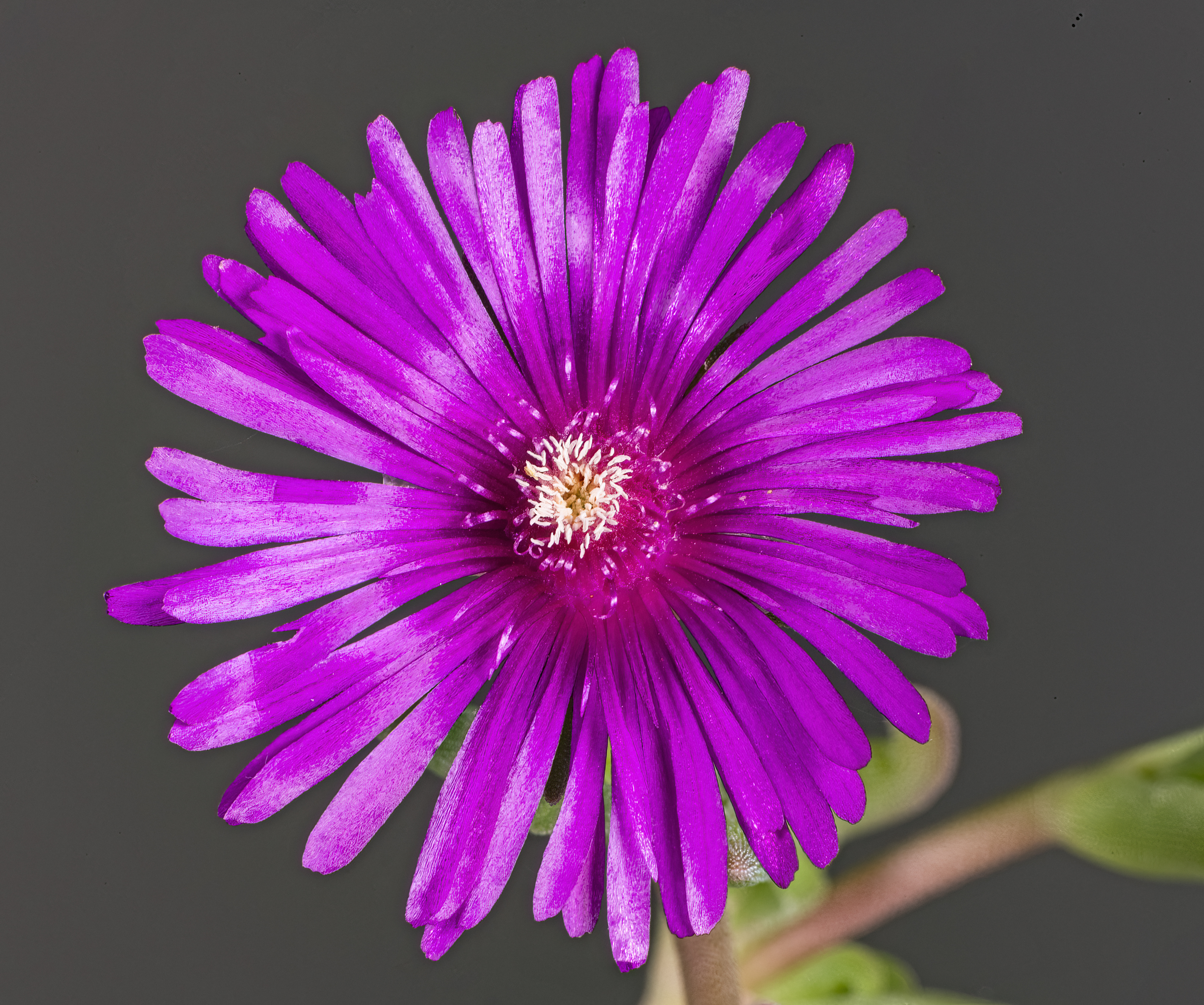
Hoa
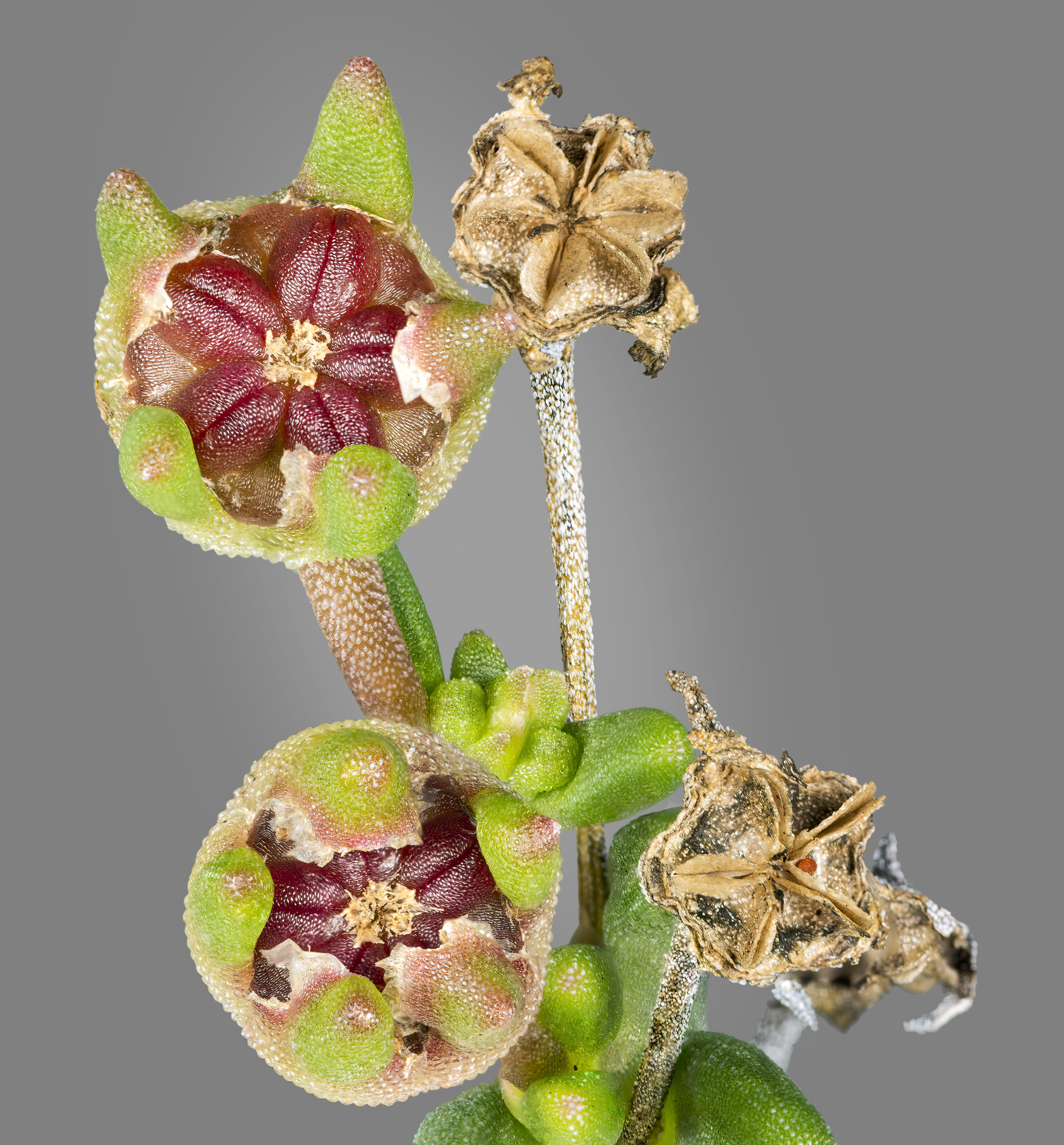
Hoa quả